# Nordhagasjöarna
Nordhagasjöarna är en sjö i Falkenbergs kommun i Halland och ingår i Suseåns huvudavrinningsområde.